# Jordânia
Jordânia is een gemeente in de Braziliaanse deelstaat Minas Gerais. De gemeente telt 11.337 inwoners (schatting 2009).

## Aangrenzende gemeenten
De gemeente grenst aan Bandeira, Salto da Divisa, Jacinto, Macarani (BA) en Maiquinique (BA).